# Градо-Пинета (Горица)
Градо-Пинета је насеље у Италији у округу Горица, региону Фурланија-Јулијска крајина.
Према процени из 2011. у насељу је живело 715 становника. Насеље се налази на надморској висини од 3 м.